# Phare de Faxasker
Le phare de Faxasker est un phare situé sur l'île de Faxasker, à deux kilomètres au nord de l'île principale de l'archipel des Vestmannaeyjar, dans la région de Suðurland.